# Hervilly
Hervilly település Franciaországban, Somme megyében. Lakosainak száma 187 fő (2022. január 1.). Hervilly Jeancourt, Vendelles, Bernes, Hesbécourt és Roisel községekkel határos.

## Népesség
A település népességének változása:
| Lakosok száma | 173  | 185  | 189  | 189  | 190  | 192  | 190  | 187  |
|               | 2015 | 2016 | 2017 | 2018 | 2019 | 2020 | 2021 | 2022 |